# 九記牛腩

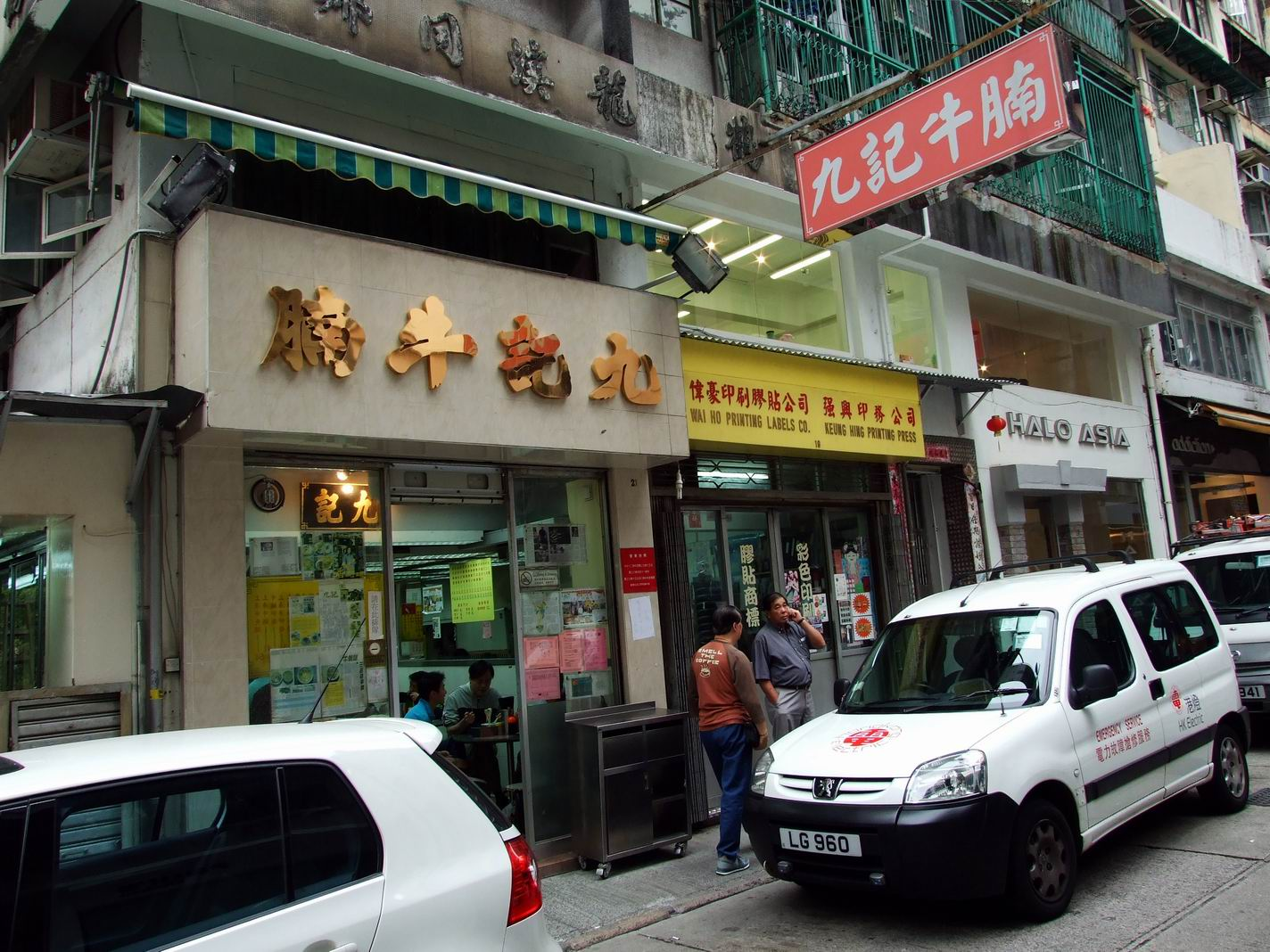
九記牛腩

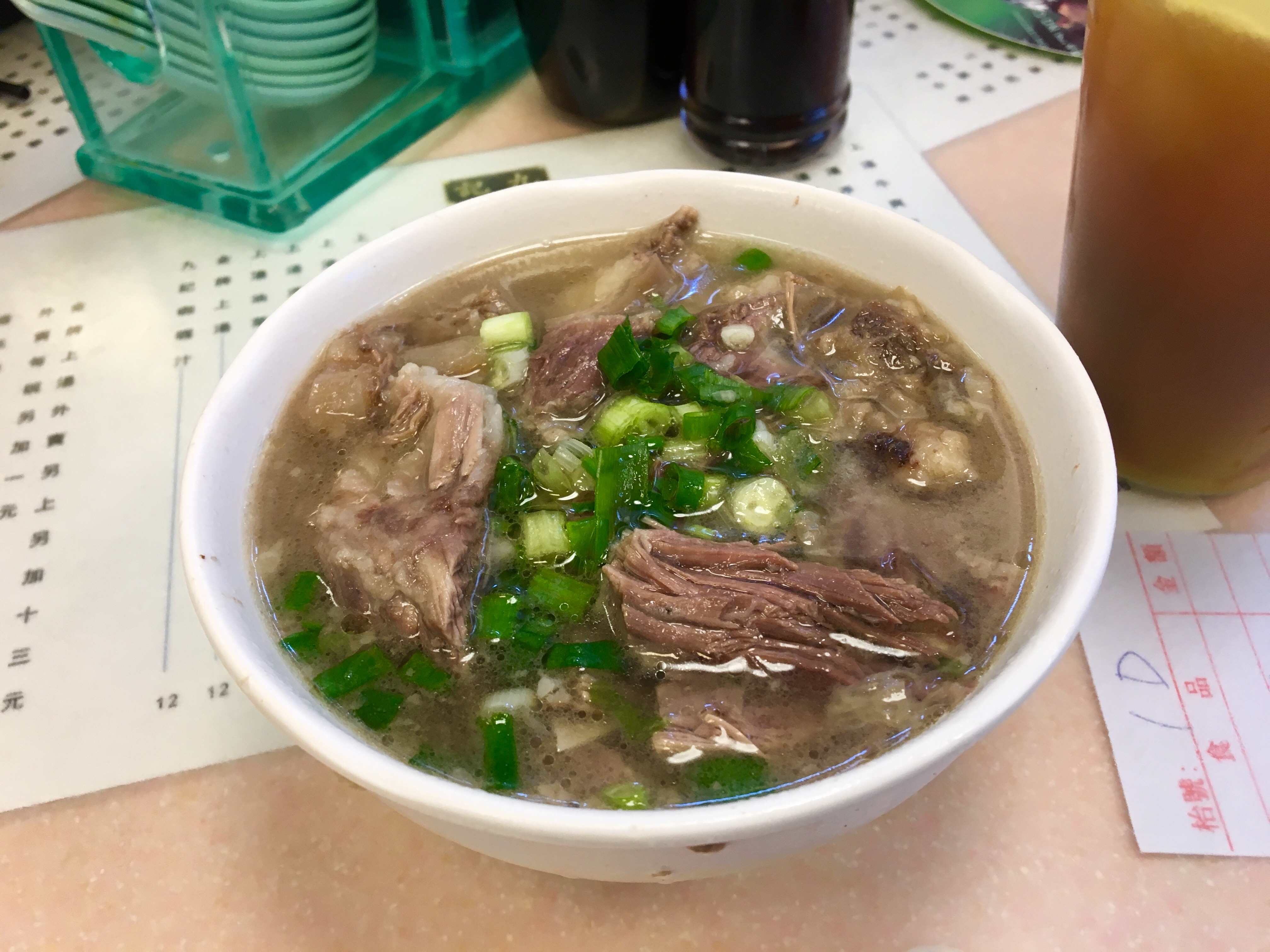
清湯淨牛腩

九記牛腩（簡稱九記）是香港一間以牛腩著名的食肆，位於上環歌賦街21號，已有90年歷史，以清湯牛腩及咖喱牛腩聞名，湯底以中藥配方製成。九記現由潘國興經營，東主稱前任香港特區行政長官曾蔭權3代皆有光顧。

## 外部連結
- 九記-openrice.com（页面存档备份，存于）
- 明報健康網相關報導
- 中環九記牛腩 開業超過90年人氣清湯腩 （页面存档备份，存于）
- 港澳印象一：先來談吃（页面存档备份，存于）